# Les Trois Jours du Condor
Pour les articles homonymes, voir Condor.
Pour plus de détails, voir Fiche technique et Distribution.
Les Trois Jours du Condor (Three Days of the Condor) est un film d'espionnage américain, réalisé par Sydney Pollack, sorti en 1975. Il est inspiré du roman Six Days of the Condor (en) (1974) de James Grady.

## Synopsis
Joseph Turner (Robert Redford) travaille à New York comme cryptographe pour une unité clandestine de la C.I.A. sous le nom de code « Condor ». Les membres du personnel de cette unité de recherche passent au crible tous les écrits publiés à travers le monde pour y déceler d’éventuels messages codés, trouver des fuites d'informations et de nouvelles sources de renseignement d'origine sources ouvertes.
Un jour, Turner adresse à sa direction un rapport mentionnant d’étranges éléments d’intrigue dans un roman traduit en plusieurs langues malgré de faibles ventes. Il soupçonne l’existence d’un réseau d'espionnage clandestin, externe à la CIA, mais en contact avec celle-ci.
Le lendemain, après être allé faire des courses pour la pause déjeuner, Turner retrouve tous ses collègues assassinés. Sidéré, il récupère une arme à feu et sort du bâtiment. S'engage alors une course contre la montre pour savoir qui a commis ces meurtres et comment en réchapper.
Il contacte le siège new-yorkais de la CIA au World Trade Center depuis une cabine téléphonique et reçoit pour instructions de rencontrer Wicks, son chef de département, qui le mettra en sécurité. Turner est méfiant car il n’a jamais rencontré Wicks. Pour le mettre en confiance, Wicks viendra en compagnie de Sam Barber, un ami universitaire de Turner, également employé à la CIA. Mais le rendez-vous est un piège : Wicks tente de tuer Turner, qui le blesse avant de s'enfuir. Wicks tue ensuite Barber pour éliminer ce témoin et accuse Turner des deux fusillades.
Plusieurs indices incitent Turner à penser que des agents de la CIA sont à l'origine du drame. Dans sa course, il rencontre une femme nommée Kathy Hale (Faye Dunaway) et la force à le conduire dans son appartement. Il souhaite tenir Kathy en otage tout en poursuivant ses investigations. Kathy Hale, qui exerce le métier de photographe, en vient lentement à faire confiance à Turner et accepte de l'aider. Une intrigue amoureuse se noue entre eux.
Entre-temps, Joubert, un Européen qui a dirigé la tuerie des collègues de Turner, retrouve sa trace. Il suit Turner qui se rend à l’appartement de son ami Sam Barber afin d’éloigner sa femme Mae qui n’est pas informée du meurtre de son mari. Turner parvient ensuite à échapper à Joubert. Celui-ci relève néanmoins la plaque d’immatriculation de la voiture de Kathy que Turner avait empruntée, permettant ainsi de localiser l’appartement de Kathy où Turner s’est réfugié. Le lendemain, pendant que Joubert tue Wicks dans sa chambre d’hôpital, un des tueurs à gages de Joubert, déguisé en postier, arrive au domicile de Kathy, mais Turner parvient à le tuer.
Avec l'aide de Kathy, Turner enlève Higgins, le directeur adjoint de la division new-yorkaise de la CIA, pour l’interroger. Ce dernier avoue que la situation lui échappe et qu’il ne sait rien, mais il identifie Joubert comme un tueur indépendant ayant rempli différentes missions pour la CIA. De retour à son bureau, Higgins découvre que le « postier » ayant attaqué Turner avait travaillé avec Joubert sur une précédente opération. Leur responsable du dossier à la CIA était Wicks.
Pendant ce temps, Turner découvre les coordonnées de Joubert après avoir fouillé le cadavre du « postier ». Grâce à sa formation à l’US Army Signal Corps, il retrace un appel téléphonique et apprend le nom et l'adresse de Leonard Atwood, directeur adjoint des opérations de la CIA pour le Moyen-Orient. Turner fait ensuite ses adieux à Kathy et se rend à Washington par le train.
À Washington, Turner menace Atwood avec une arme pour l’interroger après s’être infiltré dans son manoir. Turner apprend qu'Atwood, en tant que directeur adjoint des opérations de la CIA, avait planifié, à l'insu de ses supérieurs, l'occupation militaire de puits de pétrole au Moyen-Orient à partir de ce réseau clandestin. La découverte de Turner, avec son rapport de déchiffrage envoyé à la direction, avait incité Atwood à éliminer physiquement l'unité où travaillait Turner. Surgit alors Joubert, qui tue de manière inattendue Atwood puis simule son crime en suicide. Joubert explique ce retournement de situation : à la suite des investigations de Turner, les supérieurs d'Atwood ont pris connaissance des malversations de ce dernier. Ils ont décidé d’engager Joubert pour éliminer Atwood qui était sur le point d’être une source d'embarras, annulant ainsi le contrat initial d'Atwood selon lequel Joubert devait tuer Turner. Joubert est un tueur indépendant sans convictions qui propose ses services au plus offrant. Il suggère à l’habile Turner de quitter le pays et de se reconvertir lui-même en tueur à gages. Turner refuse mais tient compte de l'avertissement de Joubert selon lequel la CIA tentera de l'éliminer, car il est devenu à son tour une source d’embarras.
De retour à New York, Turner a rendez-vous avec Higgins, son supérieur hiérarchique, près de Times Square. Higgins lui explique le fonctionnement de la CIA, parfois de manière extralégale. Il décrit le plan pétrolier comme un « jeu » d’urgence planifié au sein de la CIA sans l’approbation des instances supérieures. Il défend le projet, suggérant que lorsque les pénuries de pétrole provoqueront une crise économique majeure, les Américains exigeront que leur vie confortable soit rétablie par tous les moyens nécessaires. Turner montre le bâtiment du New York Times en annonçant à Higgins qu’il a raconté les faits aux journalistes pour dénoncer ce scandale. Stupéfait, Higgins lui dit qu’il est désormais un homme très seul, tout en se demandant si la dénonciation de Turner sera vraiment publiée. « Ils l'imprimeront », répond Turner avec défi. Cependant, alors que le « Condor » commence à s'éloigner, Higgins lui crie « Qu’en savez-vous ? »

## Fiche technique
- Titre original : Three Days of the Condor
- Titre français : Les Trois Jours du Condor
- Réalisation : Sydney Pollack
- Scénario : Lorenzo Semple, Jr. et David Rayfiel (en) d'après le roman Six Days of the Condor (en) de James Grady
- Direction artistique : Gene Rudolf
- Décors : Stephen B. Grimes
- Costumes : Theoni V. Aldredge et Joseph G. Aulisi
- Maquillage : Lee Harman[1], Gary Liddiard et Bob O'Bradovich
- Photographie : Owen Roizman
- Montage : Don Guidice
- Musique : Dave Grusin
- Production : Stanley Schneider et Dino De Laurentiis[2]
- Sociétés de production : Paramount Pictures, Dino De Laurentiis Company et Wildwood Enterprises
- Société de distribution : Paramount Pictures
- Langues originales : anglais, français
- Budget : 7 000 000 USD[3]
- Format : Couleur (Technicolor) - 35 mm - 2,35:1 - Mono en VF - Stéréo en VO
- Genres : thriller, espionnage, romance
- Durée : 117 minutes
- Dates de sortie :
  - États-Unis : 24 septembre 1975
  - France : 21 novembre 1975, 30 septembre 2020 (ressortie, Les Acacias)

## Distribution
- Robert Redford (VF : Marc de Georgi) : Joseph Turner dit « Le Condor »
- Faye Dunaway (VF : Ginette Pigeon) : Katherine Hale
- Cliff Robertson (VF : Jean-Claude Michel) : J. Higgins
- Max von Sydow (VF : Claude Vernier) : G. Joubert
- John Houseman (VF : Jean-Henri Chambois) : Wabash
- Addison Powell (VF : René Arrieu) : Leonard Atwood
- Walter McGinn (en) (VF : Marc Cassot) : Sam Barber
- Tina Chen (en) (VF : Claude Chantal) : Janice Chon
- Michael Kane (VF : Jean Michaud) : S. W. Wicks
- Don McHenry (VF : Georges Riquier) : Dr. Ferdinand Lappe
- Jess Osuna (VF : William Sabatier) : Mitchell dit « Le Major »
- Helen Stenborg (VF : Lita Recio) : Edwina Russell
- Michael B. Miller : Fowler
- Dino Narizzano : Harold
- Patrick Gorman (VF : Jean Roche (acteur)) : Martin
- Hansford Rowe : Jennings
- Frank Savino (VF : Jacques Balutin) : Jimmy
- Carlin Glynn (VF : Nicole Favart) : Mae (Marion en VF) Barber
- Hank Garrett (VF : Raymond Loyer) : William Lloyd alias « le Postier »
- John Connell (VF : Jean Berger) : Stan Roberts, le journaliste TV
- Sydney Pollack : le petit ami de Katherine (voix) / un chauffeur de taxi (caméo)

Source VF : Voxofilm

## Production

### Genèse et développement
Le script est l'adaptation cinématographique du roman Les Six Jours du Condor (Six Days of the Condor) de James Grady, publié en 1974. Les scénaristes David Rayfield et Lorenzo Semple, Jr. changent quelques éléments de l'intrigue pour lui donner un aspect plus politique.
Dans les États-Unis des années 1970, après le scandale du Watergate, Sydney Pollack s'interroge sur la loyauté des organisations gouvernementales, avec ce film éminemment politique. Le film s'inscrit dans la lignée des thrillers de l'époque comme À cause d'un assassinat, d'Alan J. Pakula, et Conversation secrète, de Francis Ford Coppola, tous les deux sortis en 1974.
L'ancien directeur de la CIA Richard Helms a servi de consultant pour Robert Redford.

### Attribution des rôles
Sydney Pollack dirige Robert Redford pour la quatrième fois, après Propriété interdite (1966), Jeremiah Johnson (1972) et Nos plus belles années (1973). Ils tourneront encore trois films ensemble.

### Tournage
Le tournage a eu lieu à New York (Manhattan, World Trade Center, au n° 55 de la 77e rue, musée Solomon R. Guggenheim, pont de Brooklyn, 9 Cranberry Street à Brooklyn Heights, The Ansonia, Central Park, Dumbo, Times Square), dans le New Jersey (gare de Hoboken Terminal), à Washington, D.C. (National Mall) et en Virginie (Washington National Airport, renommé aéroport national Ronald-Reagan en 1988 en l'honneur de l'ancien président américain).

### Musique
La musique du film est composée par Dave Grusin, fréquent collaborateur de Sydney Pollack.
Liste des titres
1. Condor! (Theme from 3 Days of the Condor) - 3:35
2. Yellow Panic - 2:15
3. Flight of the Condor - 2:25
4. We'll Bring You Home - 2:24
5. Out to Lunch - 2:00
6. Goodbye for Kathy (Love Theme from 3 Days of the Condor) - 2:16
7. I've Got You Where I Want You (Grusin/Bahler) - 3:12 - interprété par Jim Gilstrap
8. Flashback to Terror - 2:24
9. Sing Along with the C.I.A. - 1:34
10. Spies of a Feather, Flocking Together (Love Theme from 3 Days of the Condor) - 1:55
11. Silver Bells (Livingstone / Evans) - 2:37 - interprété par Marti McCall
12. Pot-pourri : Condor! (Theme) / I've Got You Where I Want You - 1:57

## Accueil

### Box-office
- États-Unis : 41 509 797 $ US[10]
- France : 1 395 398 entrées[11]

## Distinctions
Source : Internet Movie Database

### Récompenses
- Kansas City Film Critics Circle Awards 1975 : meilleur acteur dans un second rôle pour Max von Sydow
- Festival international du film de Carthagène 1976 : meilleur acteur pour Max von Sydow
- David di Donatello 1976 : prix spécial pour Sydney Pollack
- Prix Edgar-Allan-Poe 1976 : meilleur scénario de film

### Nominations
- Oscars 1976 : meilleur montage pour Don Guidice et Fredric Steinkamp
- Golden Globes 1976 : meilleure actrice dans un film dramatique pour Faye Dunaway
- Festival international du film de Carthagène 1976 : meilleur film
- Grammy Awards 1977 : meilleur album ou bande originale écrit pour le cinéma ou la télévision pour Dave Grusin

## Série télévisée
En mars 2015, Skydance Media, en partenariat avec MGM Television et Paramount Television, annonce qu'elle produira une série télévisée intitulée Condor, basée sur le roman Six Days of the Condor de James Grady et de son adaptation cinématographique écrite par Lorenzo Semple Jr. et David Rayfiel. En 2017, l'acteur britannique Max Irons est choisi pour le rôle titre. William Hurt, Mira Sorvino et Brendan Fraser sont ensuite engagés par la production. Finalement développée par les scénaristes Todd Katzberg, Jason Smilovic et Ken Robinson, la série est diffusée le 6 juin 2018 sur Audience Network et comporte dix épisodes d'une cinquantaine de minutes. En juillet 2018, Condor est renouvelé pour une deuxième saison de dix opus également. Cependant, en janvier 2020, Audience Network annonce qu'elle met fin à ses opérations dans son format actuel, annulant ainsi la série. La deuxième saison, déjà filmée au moment de l'annonce, est diffusée le 9 juin 2020 sur C More et RTÉ2. En France, la série est diffusée à partir du 18 novembre 2018 sur la chaîne 13e rue et au Québec depuis le 18 juillet 2019 sur ICI TOU.TV et sur le Club Illico à partir du 13 octobre 2022, et en Belgique dès le 22 avril 2020 sur La Trois. Elle reste inédite dans les autres pays francophones. Toutefois, les deux saisons de Condor sont disponibles en version originale sous-titrée sur la chaîne MGM d'Amazon Prime .

## Sortie vidéo
Les Trois Jours du Condor ressort en SteelBook Blu-ray 4K le 18 novembre 2020, chez StudioCanal.